# Playoffs NBA 1971
Navigation
1970 1972
Les playoffs NBA 1971 sont les playoffs de la saison 1970-1971. Ils se terminent sur la victoire des Bucks de Milwaukee face aux Bullets de Baltimore quatre matches à zéro lors des Finales NBA.

## Classements
| Conférence Est | Conférence Est         | Conférence Est | Conférence Est | Conférence Est |
| No             | Franchise              | Vic.           | Déf.           | PCT            |
| -------------- | ---------------------- | -------------- | -------------- | -------------- |
| 1              | Knicks de New York     | 52             | 30             | 63,4           |
| 2              | Bullets de Baltimore   | 42             | 40             | 51,2           |
| 3              | 76ers de Philadelphie  | 47             | 35             | 57,3           |
| 4              | Hawks d'Atlanta        | 36             | 46             | 43,9           |
|                |                        |                |                |                |
| 5              | Celtics de Boston      | 44             | 38             | 53,7           |
| 6              | Royals de Cincinnati   | 33             | 49             | 40,2           |
| 7              | Braves de Buffalo      | 22             | 60             | 26,8           |
| 8              | Cavaliers de Cleveland | 15             | 67             | 18,3           |

| Conférence Ouest | Conférence Ouest          | Conférence Ouest | Conférence Ouest | Conférence Ouest |
| No               | Franchise                 | Vic.             | Déf.             | PCT              |
| ---------------- | ------------------------- | ---------------- | ---------------- | ---------------- |
| 1                | Bucks de Milwaukee C      | 66               | 16               | 80,5             |
| 2                | Lakers de Los Angeles     | 48               | 34               | 58,5             |
| 3                | Bulls de Chicago          | 51               | 31               | 62,2             |
| 4                | Warriors de San Francisco | 41               | 41               | 50,0             |
|                  |                           |                  |                  |                  |
| 5                | Suns de Phoenix           | 48               | 34               | 58,5             |
| 6                | Pistons de Détroit        | 45               | 37               | 54.9             |
| 7                | Rockets de San Diego      | 40               | 42               | 48,8             |
| 8                | SuperSonics de Seattle    | 38               | 44               | 46,3             |
| 9                | Trail Blazers de Portland | 29               | 53               | 35,4             |

## Tableau
|  | Demi-finales de Conférence | Demi-finales de Conférence | Demi-finales de Conférence |                       |   | Finales de Conférence | Finales de Conférence | Finales de Conférence |  |  | Finales NBA | Finales NBA          | Finales NBA |
|  |                            |                            |                            |                       |   |                       |                       |                       |  |  |             |                      |             |
|  | 1                          | Knicks de New York         | 4                          |                       |   |                       |                       |                       |  |  |             |                      |             |
|  | 4                          | Hawks d'Atlanta            | 1                          |                       |   |                       |                       |                       |  |  |             |                      |             |
|  | 4                          | Hawks d'Atlanta            | 1                          |                       | 1 | Knicks de New York    | 3                     |                       |  |  |             |                      |             |
|  | Conférence Est             |                            |                            |                       | 1 | Knicks de New York    | 3                     |                       |  |  |             |                      |             |
|  |                            |                            | 2                          | Bullets de Baltimore  | 4 |                       |                       |                       |  |  |             |                      |             |
|  | 3                          | 76ers de Philadelphie      | 2                          | Bullets de Baltimore  | 4 | 3                     |                       |                       |  |  |             |                      |             |
|  | 3                          | 76ers de Philadelphie      |                            |                       |   | 3                     |                       |                       |  |  |             |                      |             |
|  | 2                          | Bullets de Baltimore       | 4                          |                       |   |                       |                       |                       |  |  |             |                      |             |
|  |                            |                            |                            |                       |   |                       |                       |                       |  |  | E2          | Bullets de Baltimore | 0           |
|  |                            |                            | O1                         | Bucks de Milwaukee    | 4 |                       |                       |                       |  |  |             |                      |             |
|  | 1                          | Bucks de Milwaukee         | 4                          |                       |   |                       |                       |                       |  |  |             |                      |             |
|  | 4                          | Warriors de Golden State   | 1                          |                       |   |                       |                       |                       |  |  |             |                      |             |
|  | 4                          | Warriors de Golden State   | 1                          |                       | 1 | Bucks de Milwaukee    | 4                     |                       |  |  |             |                      |             |
|  | Conférence Ouest           |                            |                            |                       | 1 | Bucks de Milwaukee    | 4                     |                       |  |  |             |                      |             |
|  |                            |                            | 2                          | Lakers de Los Angeles | 1 |                       |                       |                       |  |  |             |                      |             |
|  | 3                          | Bulls de Chicago           | 2                          | Lakers de Los Angeles | 1 | 3                     |                       |                       |  |  |             |                      |             |
|  | 3                          | Bulls de Chicago           |                            |                       |   | 3                     |                       |                       |  |  |             |                      |             |
|  | 2                          | Lakers de Los Angeles      | 4                          |                       |   |                       |                       |                       |  |  |             |                      |             |